# 菲律宾岛群

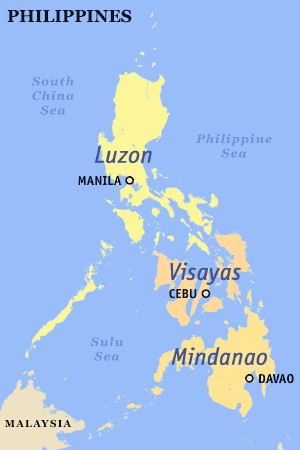
菲律宾分为三个岛群：吕宋岛、米沙鄢群岛和棉兰老岛。

菲律宾分为吕宋岛、米沙鄢群岛和棉兰老岛三个岛群（island group）。吕宋岛和棉兰老岛以各自群岛中最大的岛屿命名，而米沙鄢（也称为米沙鄢群岛）是一个群岛。

## 行政区划
菲律宾的岛屿根据组织成三个不同的岛群地区：吕宋包括I区到V区、科迪勒拉行政区和马尼拉大都会；米沙鄢包括VI区至VIII区；棉兰老岛包括IX区至XIII区和邦萨摩洛。如果一个省被划入另一个地区，就可能属于其他群岛。比如巴拉望岛从米玛洛巴划入西米沙鄢群岛，成为了米沙鄢群岛的一部分。
群岛本身没有自己的政府，而是分为有地方政府的省、市、直辖市和描笼涯。分为群岛是为了统计方便，有时国家设立涵盖岛屿群的职位，例如棉兰老岛公共工程和公路部（DPWH）的区域运营助理部长或社会福利和发展部（DSWD）吕宋事务助理部长。
虽然岛群没有地方政府和首府，但一些城市已经成为岛群的政治、经济和文化中心。马尼拉是国家首都，尽管邻近的前首都奎松市的居民比马尼拉多。米沙鄢群岛的主要城市是宿务岛上的宿务市。棉兰老岛的主要城市是东南部的达沃市。

## 岛屿
| 吕宋岛 | 米沙鄢 | 棉兰老岛                                                                                            |
| 1. 吕宋岛 2. 巴拉望岛 3. 民都洛 4. 马斯巴特岛 5. 卡坦端内斯 6. 马林杜克 7. 朗布隆岛 8. 波利略群岛 9. 布里亚斯岛 10. 田草岛 11. 塔布拉斯岛 12. 锡布延岛 13. 布桑加岛 14. 库里恩岛 15. 科伦岛 16. 巴拉巴克岛 17. 巴布延群岛 18. 巴丹 19. 卡拉米安群岛 20. 库约群岛 21. 卢邦群岛 22. 卡拉延群岛 | 1. 宿雾 2. 班乃 3. 内格罗斯岛 4. 薄荷岛 5. 萨马 6. 莱特 7. 吉马拉斯 8. 锡基霍尔 9. 比利兰 10. 班塔延岛 11. 卡莫特斯群岛 12. 长滩岛 13. 塞米拉拉群岛 14. 大岛 15. 帕纳翁岛 16. 利马萨瓦 | 1. 棉兰老岛 2. 甘米银 3. 迪纳加特岛 4. 布卡斯格兰德 5. 萨马尔 6. 萨兰加尼群岛 7. 锡亚高 8. 苏禄群岛 |